# Surinaamse diaspora

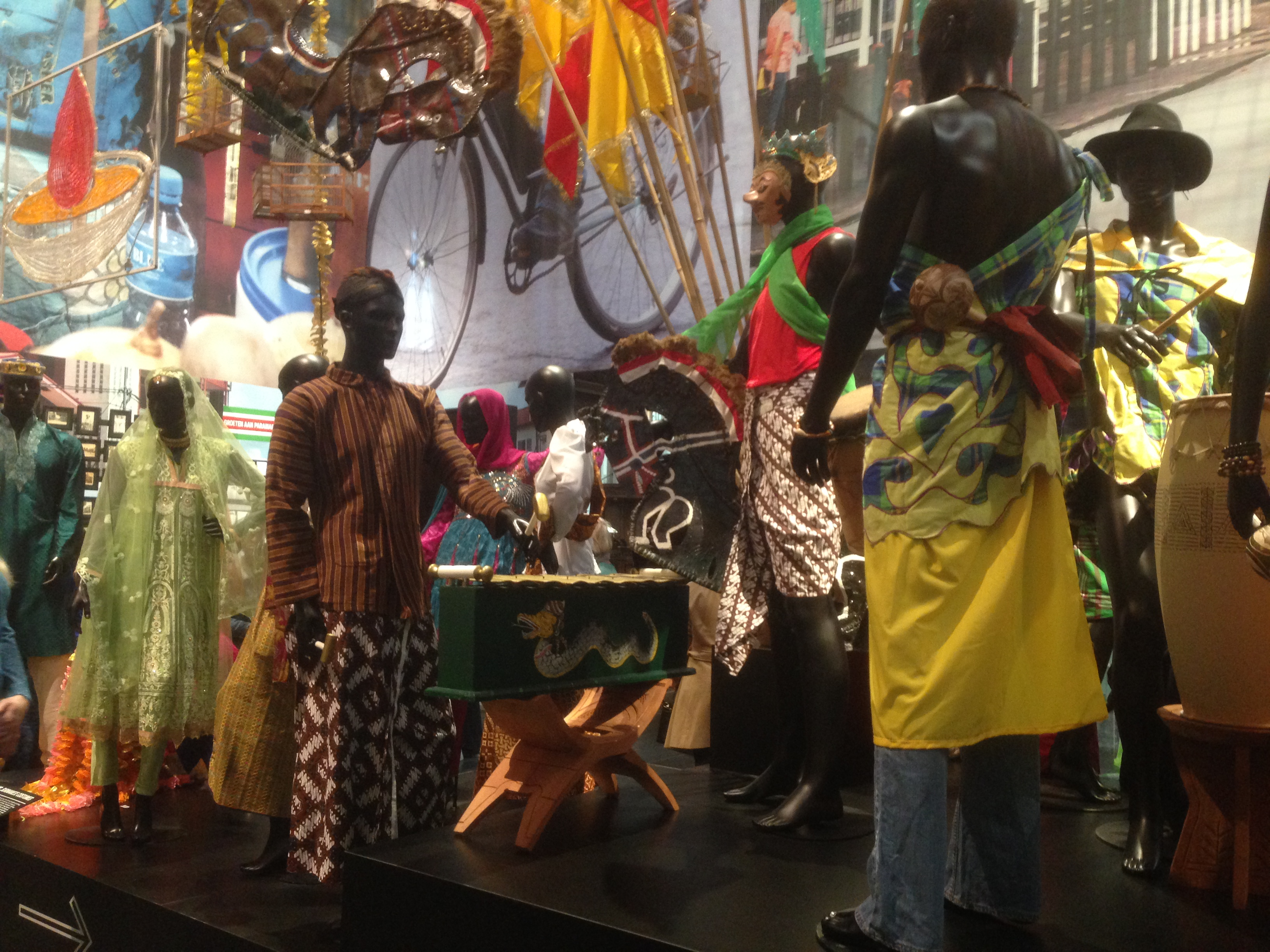
De Grote Suriname-tentoonstelling
Nieuwe Kerk in Amsterdam, 2019

Surinaamse diaspora verwijst naar gemigreerde Surinamers en opvolgende generaties die zich verwant voelen met hun Surinaamse herkomst. Begin 21e eeuw woont circa veertig procent van de Surinamers buiten Suriname. Geografisch bevinden zij zich vooral in Nederland, en verder in de Cariben, België, Frans-Guyana en de Verenigde Staten.

## Diaspora in relatie tot Suriname
De Surinaamse regering rekent in 2021 tot de Surinaamse diaspora: vreemdelingen met een niet-Surinaamse nationaliteit die in Suriname geboren zijn, evenals hun kinderen en echtgenoten. Een andere definitie, analoog met die van de Amerikaanse socioloog Rogers Brubaker (2005), kan zijn: verspreide groepen gemigreerde Surinamers die zich rekenen tot één volk.
In de periode van 2018 tot 2021 waren er meer immigranten dan emigranten. De emigranten bestaan vooral uit kader dat vanwege betere kansen naar het buitenland vertrekt. Ook vertrekt veel zorgpersoneel.

### Immigratie
Diaspora in relatie tot Suriname verwees in de koloniale tijd vooral naar bezoekers of immigranten in Suriname. Zo rekende de Evangelische Broedergemeente in Nederland in 1938 de dertigduizend broeders in Surinamer tot haar diaspora. Op dat moment kende het kerkgenootschap vierhonderd leden in Nederland. De verwijzing naar diaspora werd niet beperkt tot zendingswerk van kerken, maar werd ook gebruikt voor anderen die zich in Suriname ophielden, zoals Nederlandse schrijvers en dichters. De regering onderhoudt in de 21e eeuw internationale betrekkingen op Chinees, Ghanees, Indiaas en Indonesisch niveau, oftewel met landen waar oorspronkelijk een groot deel van de bevolkingsgroepen vandaan komt.

### Emigratie
Over de diaspora in tegengestelde richting was al voor de Surinaamse onafhankelijkheid in 1975 sprake. Door de toename van de vestiging van Surinamers in Nederland, bepleitte de vereniging Ons Suriname in 1969 stemrecht voor deze groep in Nederland. In zijn boek Cultureel mozaïek van Suriname uit 1977 schreef Albert Helman over de problematiek van de (tijdelijke?) Surinaamse diaspora. Hij verwees hiermee naar de grote groepen Surinamers die naar Nederland waren gekomen en de spanningen die hun komst opriep onder de Nederlandse bevolking. Begin 21e eeuw is de Surinaamse gemeenschap een relatief geïntegreerde groep met veel gemengde contacten en partnerkeuzes.
In de loop van de jaren zijn verwante termen/groepen ontstaan:
- Triaspora is een woord dat in de Surinaamse context wel wordt gebruikt in de betekenis van de diaspora vanuit een land via Suriname naar Nederland. Het woord is in de jaren 2020 geregeld gebruikt door Robbie Makka,[11][12] de voorzitter van de Kenniskring Nederland-Suriname en het Diaspora Fonds.[13][14] Rond 2023 maakte Ranjan Akloe een grafisch ontwerp ter gelegenheid van de herdenking van de Hindoestaanse immigratie naar Suriname vanaf 1873. Hierbij zijn de driekleurige vlaggen van India, Suriname en Nederland met elkaar verbonden in een tijdloos triaspora logo.[15]
- Surineds zijn in Nederland woonachtige Surinamers.[16][17][18] Het woord komt ook voor in de naam van Belangenbehartiging Surinaamse Nederlanders (N-Surineds)[19] en de muzikale SuriNed Top 20.[20] Terwijl Surinamers en Surineds een gelijke achtergrond hebben, zijn de onderlinge verhoudingen af en toe moeizaam. Hierbij spreken Surinamers soms over niet gewenste bemoeizucht en voelen Surineds zich vaak miskend en gewantrouwd. Een deel kan verklaard worden door de misvatting in Nederland – al sinds de koloniale tijd – dat de overzeese gebiedsdelen een verlengstuk zijn van Nederland, terwijl zich in Suriname een eigen cultuur heeft ontwikkeld. Voor Surineds, die vaak met goede bedoelingen remigreren, betekent dit dat ze zich moeten aanpassen aan de cultuur en mentaliteit van een land dat zij nog als echte vaderland (switi Sranan) beschouwen.[21] Voor hen is het een contrast dat ze zowel in Nederland als in Suriname als allochtonen kunnen worden beschouwd.[22]

## Geografische verspreiding
Door de historische band zijn Surinamers in groten getale naar Nederland vertrokken. Daarnaast wonen grote aantallen mensen met een Surinaamse afkomst in Frans-Guyana, de Caraïben, België en de Verenigde Staten.

### Nederland

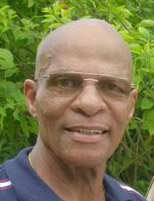
Humphrey Mijnals, de eerste Surinaamse voetballer in het Nederlands voetbalelftal

Van het eind van de jaren 1920 en tot en met de eerste jaren van de Tweede Wereldoorlog waren er verschillende Afro-Surinaamse musici in Nederland, zoals Kid Dynamite, Jimmy Blue en Teddy Cotton. Hun aantrekkingskracht als musici in de Afro-Amerikaanse jazzmuziek dankten zij mede aan hun uiterlijk. Daarnaast maakten vooral Surinaamse werkstudenten de overtocht, aanvankelijk nog vooral uit de bovenklasse. Door de arbeidskrapte wierven bedrijven vanaf de jaren 1950 Surinaamse arbeiders via speciale campagnes. Via tijdschriften als Margriet en Libelle werden verpleegsters voor ziekenhuizen aangetrokken. In aantallen minder groot, maar in de loop van de jaren als rolmodel en icoon van groot belang, waren voetballers uit de eerste generaties als Humphrey Mijnals, Ruud Gullit, Frank Rijkaard, Gerald Vanenburg en Aron Winter.
Vanaf de jaren 1970 vertrokken Surinamers uit alle leeftijden en lagen van de bevolking. De situatie in eigen land speelde een grote rol vanwege de economische malaise, corruptie en verdeeldheid. Bijgaand speelde de instabiele politieke situatie een rol, evenals de onzekerheid door de onafhankelijkheid in 1975 en de ontwikkelingen tijdens het militaire regime in de jaren 1980. Begin 21e eeuw had rond de veertig procent van de Surinamers zijn land verlaten.
Onder de Surinamers die naar de grote Nederlandse steden vertrokken, kozen Hindoestanen en Javanen vooral voor Den Haag en Creolen voor Amsterdam en Rotterdam. Deze etnische verdeling was ook te zien bij schaduwverkiezingen in 1973 in Amsterdam, waarin ook de mening werd gepeild over een onafhankelijk Suriname; 67,5% stemde daar toen voor. Het hoge percentage voorstanders lag vooral aan Amsterdam als stemlocatie, omdat Creolen in die tijd in meerderheid voor onafhankelijkheid waren en Hindoestanen tegen. Toen in 1975 in Suriname hierover werd gestemd, kreeg premier Arron maar nipt een meerderheid bij elkaar.
Tijdens zijn bezoek aan Nederland, in april 2022, erkende de Indiase president Ram Nath Kovind de rol van de Hindoestaanse diaspora in Nederland, als grootste Indiase diaspora op het vaste land van Europa.

### Cariben
Naast de trek naar Nederland, kwam er in de 20e eeuw een migratiestroom op gang naar  Aruba, Curaçao, Sint Maarten en Caribisch Nederland, toen nog de Nederlandse Antillen geheten. De werving van Surinamers voor werk op Aruba en Curaçao was particulier initiatief. Er werd werk gevonden in zowel de olie-industrie als in andere bedrijven en in het onderwijs. Er vond ook migratie plaats naar onder meer het Brits-Caribische gebied.

### België
Surinaamse musici kwamen niet alleen in Nederland terecht, maar ook in België waar onder meer Eddy Gaddum en Eddy Helder vanaf 1952 samen speelden en op de radio te horen waren. Rond 2020 is Johan Misiedjan met zijn gezin in België actief als The Misiedjan Family.
Wat de Nederlandse taal betreft is een overstap naar België voor Surinamers vergelijkbaar met Nederland. Naast arbeidsmigratie wordt deze overstap ook tijdelijk gemaakt om de strenge Nederlandse regels voor gezinshereniging te voorkomen en later alsnog naar Nederland te vertrekken. De Antilliaanse Feesten in Hoogstraten worden jaarlijks bezocht door Surinaamse artiesten en er zijn meerdere Surinaamse diasporaorganisaties in België gevestigd.

### Frans-Guyana
Tijdens de Binnenlandse Oorlog (1986-1992) vluchtten duizenden marrons uit het binnenland naar onder meer het aangrenzende Frans-Guyana. Vanwege de betere levensomstandigheden en betere kansen om geld te verdienen is een deel van de vluchtelingen na de oorlog niet teruggekeerd. Begin 21e eeuw woont meer dan de helft van de marrons niet meer in zijn oorspronkelijke leefgebied.

### Verenigde Staten
In de Verenigde Staten bevinden zich rond de 20.000 Surinamers, die er veelal illegaal leven (stand 2006). Surinaamse gemeenschappen bevinden zich met name in New York, Washington D.C., Californië en Florida. De Suriname American Federation is in New York gevestigd.

## Regeringsbeleid

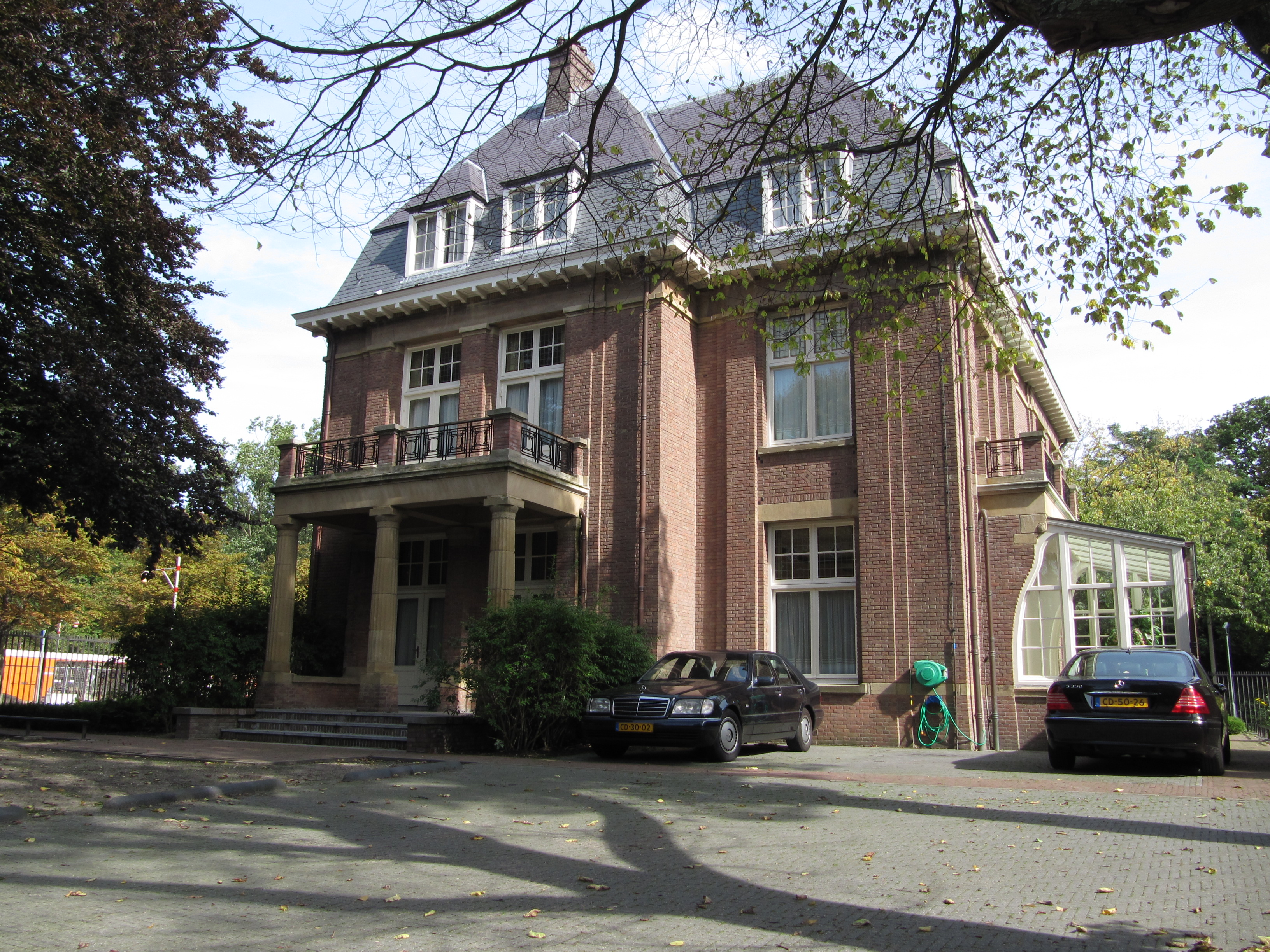
Vestiging van de Suriname-Nederland Kamer van Koophandel in de ambassade in Den Haag

In de eerste decennia sinds de onafhankelijkheid ontwikkelden Surinaamse regeringen geen speciaal beleid om de diaspora te betrekken bij de ontwikkeling van Suriname.
Kort na zijn aantreden kondigde president Desi Bouterse in 2010 aan, te willen breken met die lijn. Hij riep op om de houding tegenover de diaspora te veranderen om nader tot elkaar te kunnen komen. Volgens oud-NDP'er Chas Mijnals zou het idee afkomstig zijn van zijn nieuwe partij PVRS. Zijn voornemen werd enthousiast ontvangen onder de bevolking, en in de diaspora ontwikkelde zich het gevoel er als één volk bij te horen. Adviseurs dienden zich aan van wie de deskundigheid op het onderwerp diaspora niet werd getoetst. Het gevolg was dat ministeries veel voornemens hadden maar er weinig initiatieven van de grond kwamen. In 2013 werd nog wel de diasporawet Personen van Surinaamse Afkomst (PSA) aangenomen, maar dit initiatief was in de praktijk niet veel meer dan een vervolg op de toeristenkaart. Succesvol was in 2018 de oprichting van de Suriname-Nederland Kamer van Koophandel, waardoor er in Nederland een bedrijf in Suriname kan worden opgericht.
Diasporabeleid was niettemin op de agenda gekomen van politiek Paramaribo en de VHP pakte het onderwerp op. Chan Santokhi (VHP) kwam na zijn aantreden in 2020 als president met verschillende initiatieven voor de diaspora, onder meer met de installatie van het Diaspora Instituut Suriname in 2020 en het Diaspora Instituut Nederland in 2021. In 2021 ondernam hij een speciaal werkbezoek aan Nederland, samen met een viertal ministers, om de diaspora bij zijn plannen te betrekken. Verder installeerde zijn kabinet in 2021 de commissie Diasporakapitaal, onder leiding van de wetenschapper Henry Ori, om  te komen tot de oprichting van de Diasporabank. Tevens wordt gewerkt aan de oprichting van een Diasporafonds. Per 1 oktober 2021 schafte de regering de visumplicht af voor personen die geboren zijn in Suriname.

## Sportpaspoort

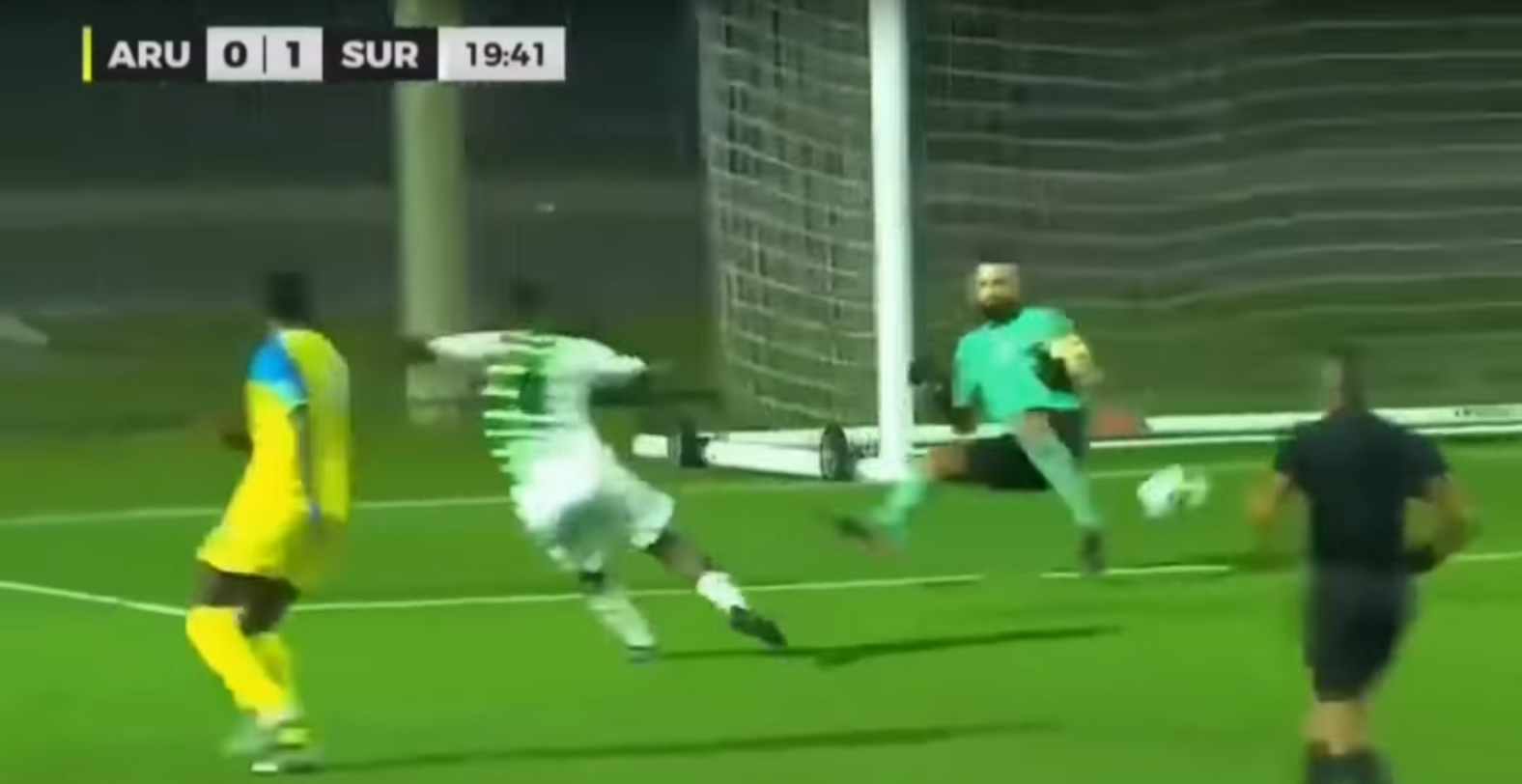
Goal van Nigel Hasselbaink voor Suriname tegen Aruba, WK-kwalificatie op 28 maart 2021

Sinds de jaren 1980 heerste er al het idee, met voor- en tegenstanders, om voetballers uit de Surinaamse diaspora toe te laten tot het Surinaams voetbalelftal, geïnspireerd door succesvolle Surinaams-Nederlandse voetballers. De FIFA stemde hier aanvankelijk niet mee in. Uiteindelijk werd de oplossing gevonden in het sportpaspoort. Dean Gorré vergeleek dit in 2016 met een diplomatiek paspoort, dat iemand een diplomatieke status geeft gedurende een bepaalde periode. Vergelijkbaar mag een sporter het sportpaspoort ook alleen gebruiken tijdens een interland en moet het daarna weer teruggegeven. Van dit paspoort werd voor het eerst in 2019 gebruik gemaakt door Nigel Hasselbaink in aanloop naar het WK 2022. In 2021 volgden meerdere voetballers.

## Evenementen

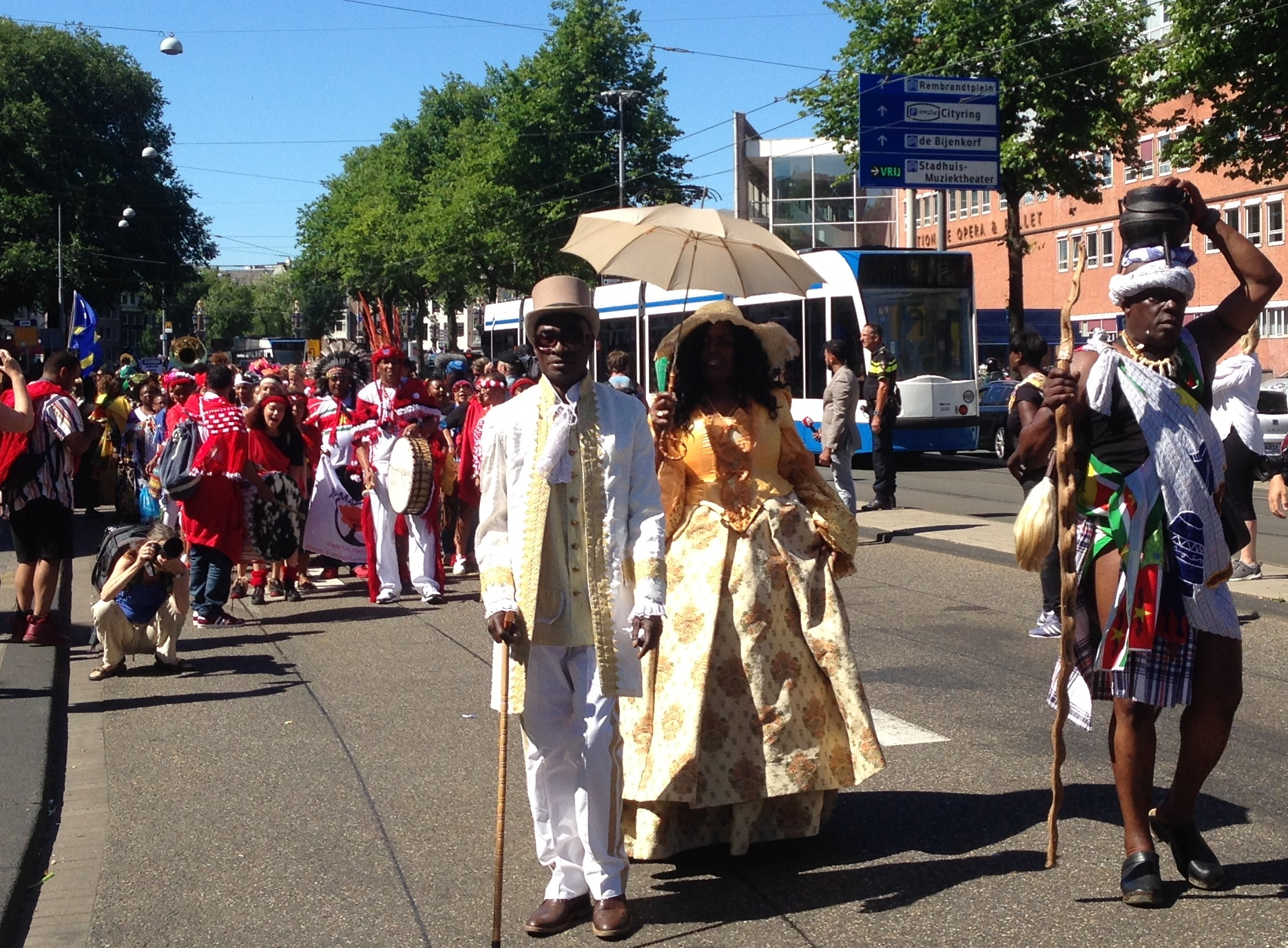
Bigi spikri (Grote spiegel), optocht ter inluiding van de viering van Ketikoti, Amsterdam, 2018

In de diaspora worden verschillende evenementen georganiseerd die te maken hebben met Suriname, zoals viering van Ketikoti (afschaffing slavernij) en Srefidensi Dey (Surinaamse onafhankelijkheid). Andere evenementen in de diaspora zijn bijvoorbeeld het Kwaku Summer Festival (Amsterdam en Almere), het Milan Summer Festival en het Suriname Festival (beide in Den Haag), het Brasa Dei Festival (Utrecht en Rotterdam) en voor meer culturele achtergronden de Antilliaanse Feesten in het Belgische Hoogstraten. Vanuit Suriname gaan ook tal van artiesten voor optredens naar de diaspora, zowel individueel als in een collectief zoals sinds 2011 de SuriToppers.
Vanuit de diaspora trekken veel mensen naar familie in Suriname tijdens Owru yari, letterlijk 'Oud jaar', waarmee de periode van Kerst tot en met Nieuwjaarsdag wordt bedoeld. In die periode worden veel activiteiten en evenementen georganiseerd.
In Zwitserland is de besloten Suriname-dag in Zwitserland na vijftien jaar opengesteld voor buitenstaanders. Ook staat er een Surinaamse vertegenwoordiging op het Afro-Pinkster Festival in Winterthur die jaarlijks wordt bezocht door 80.000 bezoekers.

## Diasporaorganisaties

### Afdelingen van politieke partijen
Verschillende Surinaamse politieke partijen hebben een afdeling in het buitenland. In Nederland bevinden zich afdelingen van de ABOP, NDP, NPS, PL en de VHP. Sinds 2020 heeft de ABOP ook een afdeling in België. Sinds augustus 2020 is er een Diaspora Persbureau dat nieuwsberichten publiceert van en voor de Surinaamse diaspora in met name Europa.

### Maatschappelijk

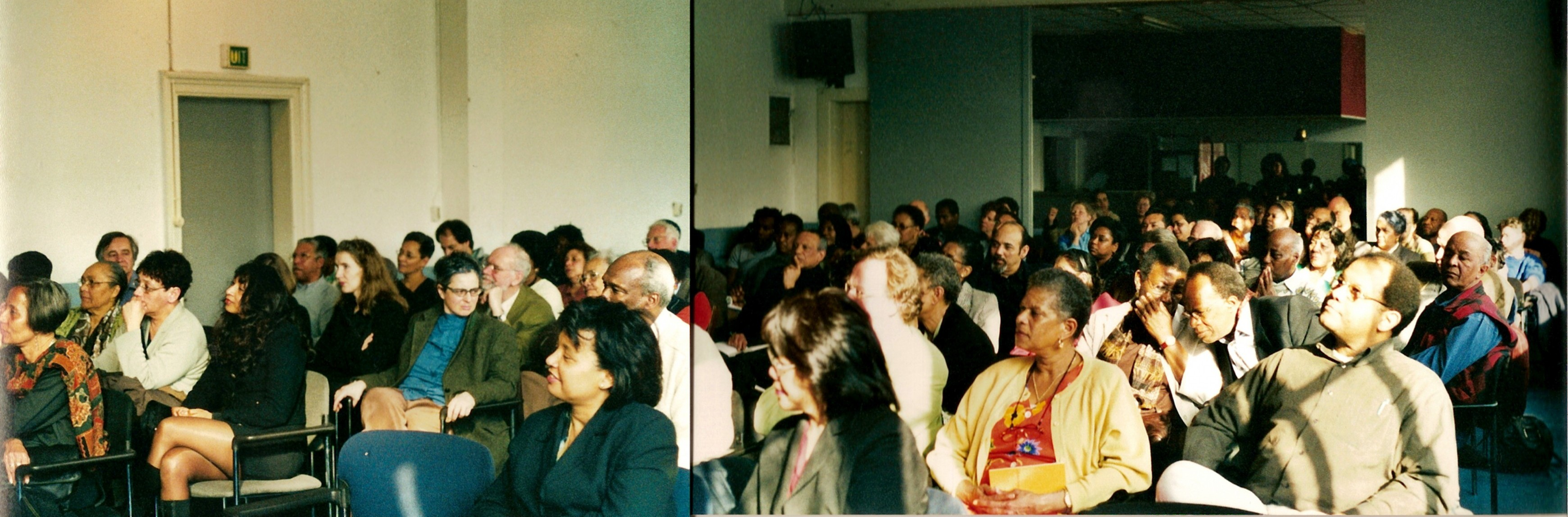
Bijeenkomst van de Vereniging Ons Suriname in Amsterdam, 2000

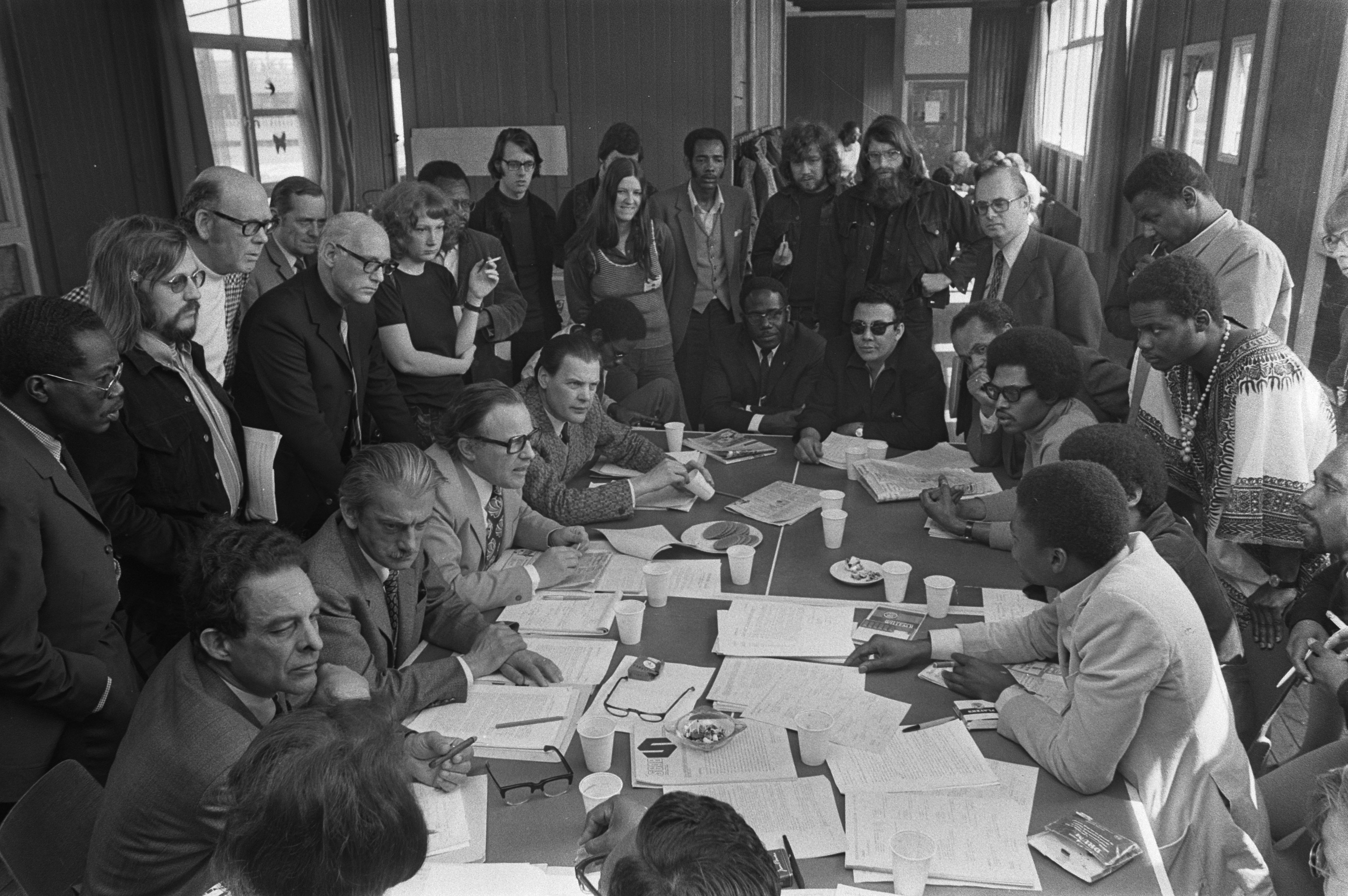
Vaste Kamercommissies in de Bijlmer tijdens de hoorzitting over de opvang van Surinamers en Antillianen, 1972

Hieronder volgen diasporaorganisaties met een artikel op Wikipedia.
België
- Diaspora Events Stichting
- Wan Maw

Nederland
- Boeroe Kon Makandra
- Diaspora Instituut Nederland
- Duurzame Ontwikkeling Nederland Suriname
- Kenniskring Nederland-Suriname
- Landelijk Overleg van Surinaamse Organisaties in Nederland
- Platform Surinaamse Diaspora
- Diaspora Platform Suriname met het Nederlands Diaspora Medisch Team
- Stichting Collectief Overzee Suriname
- Stichting NAKS Nederland
- Stichting Vriendschapsbanden Nederland Suriname
- Surinaams Inspraak Orgaan
- Vereniging Ons Suriname
- Vereniging Surinaamse Nederlanders

Verenigde Staten
- Suriname American Federation

Internationaal
- Diaspora Instituut Suriname
- Diaspora Suriname Internationaal
- Ondernemershuis Paramaribo
- Surinamese Students Abroad